# Kroktjärnen (Skellefteå socken, Västerbotten)
Kroktjärnen är en sjö i Skellefteå kommun i Västerbotten och ingår i Skellefteälvens huvudavrinningsområde.